# Lac Opawica
Lac Opawica är en sjö i Kanada.   Den ligger i regionen Nord-du-Québec och provinsen Québec, i den östra delen av landet, 500 km norr om huvudstaden Ottawa. Lac Opawica ligger 298 meter över havet.
I omgivningarna runt Lac Opawica växer i huvudsak blandskog. Trakten runt Lac Opawica är nära nog obefolkad, med mindre än två invånare per kvadratkilometer.